# Mehendi

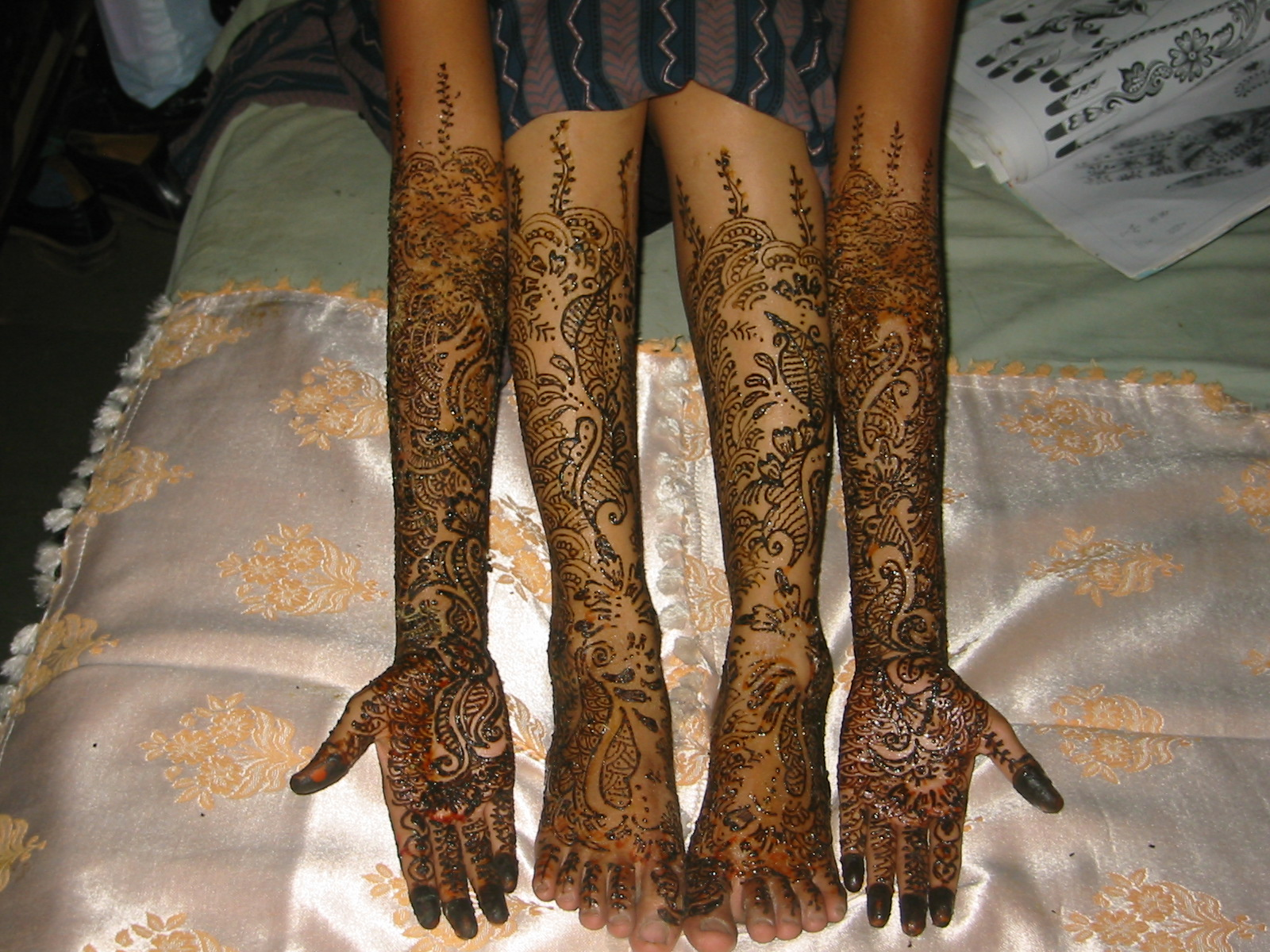
Mehendi

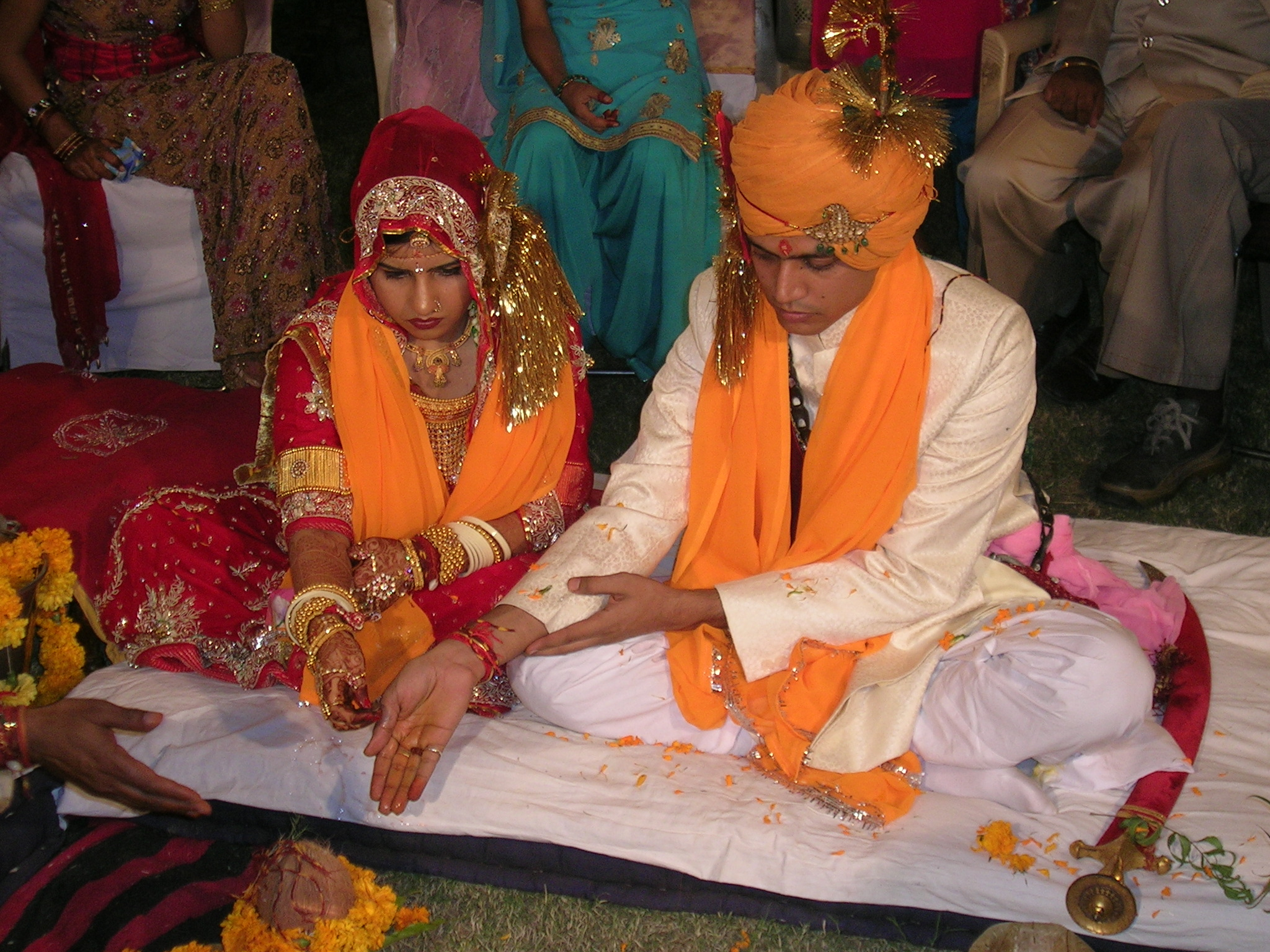
Hinduski ślub

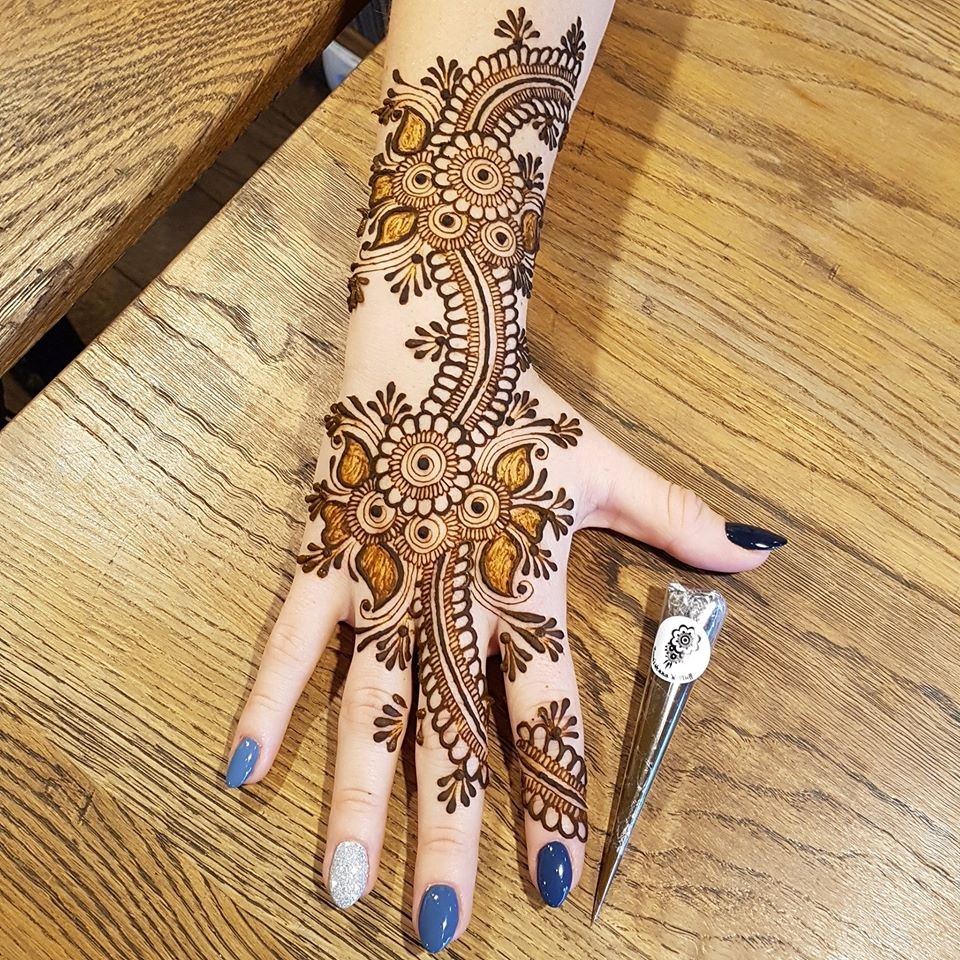
Wzór mehendi wraz z aplikatorem henny

Mehendi, mehndi – popularny zwłaszcza w Indiach oraz krajach afrykańskich i azjatyckich zwyczaj dekorowania dłoni i stóp kobiety wzorem ze sproszkowanych liści henny (Lawsonia inermis). Stanowi bardzo popularny element hinduskiej ceremonii ślubnej, czerwonawy kolor henny ma przynieść szczęście w małżeństwie. W Indiach istnieje przesąd, że im ciemniejszy kolor mehendi panny młodej, tym szczęśliwsze będzie jej małżeństwo. Ozdabianie się henną ma miejsce również przy okazji świąt czy kobiecych spotkań. Wzory często przedstawiają ważne i symboliczne motywy, np. hinduistyczne bóstwa albo lampę w przypadku zdobień u muzułmanek związanych ze świętem Eid.

## Historia
Zwyczaj ozdabiania henną dłoni panny młodej powstał przed tysiącami lat w Afryce Północnej i wraz z islamem rozpowszechnił się również na inne kraje muzułmańskie. W Indiach pojawił się dopiero w XII w. i zyskał popularność pod rządami mogolskimi.
Wzory stały się bardziej skomplikowane i wyrafinowane, lecz w obecnie stosowanej postaci powstały dopiero w XX w.